# Metagalepsus stramineus
Metagalepsus stramineus es una especie de mantis de la familia Tarachodidae.

## Distribución geográfica
Se encuentra en Burkina Faso y Senegal.